# アメリカ合衆国戦争省

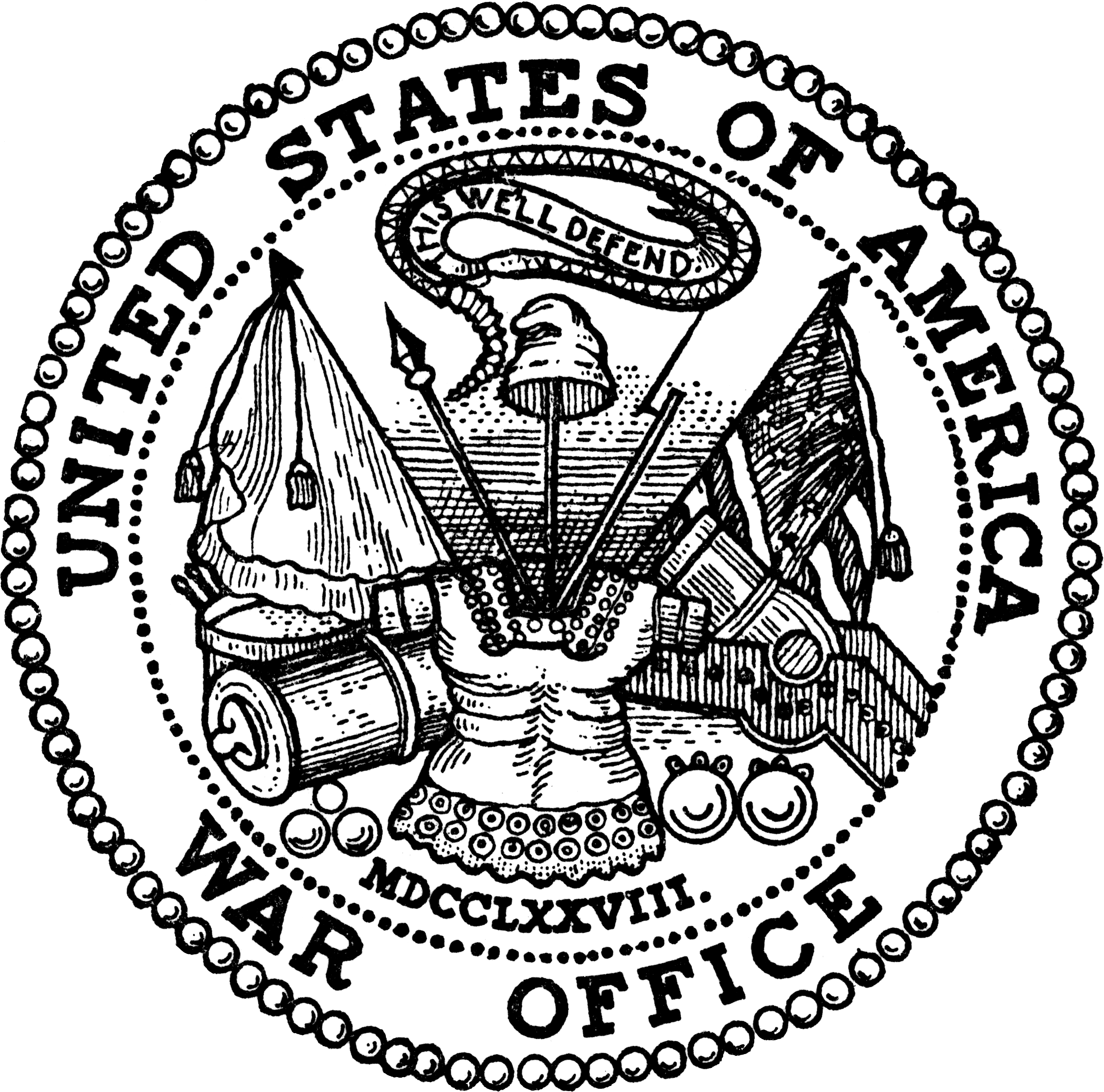
戦争省の紋章(彩色がなく線描写)

現在の陸軍省の紋章

アメリカ合衆国戦争省（アメリカがっしゅうこくせんそうしょう、英語: United States Department of War）は、かつて存在したアメリカ合衆国連邦政府の行政機関。1789年から1947年9月18日まで、陸軍（後に空軍も含む）の管理を行うため存在した。戦争省は英語で War Office とも記される。陸軍に関する官衙であるため、陸軍省や別名の War Office およびその職務内容から意訳して軍事省、軍務省等の訳語を使用する場合もある。現在の陸軍省と区別するため、旧陸軍省とも呼ばれる。

## 概要
1947年9月18日に国家軍政省が設立されたことに伴い、戦争省（Department of War）は現在の陸軍省（Department of the Army）と空軍省（Department of the Air Force）に分割され、その傘下となった。同時に陸軍航空隊は陸軍から離れ、新たに設立された空軍省の元で独立軍種のアメリカ空軍となった。国家軍政省は1949年8月10日に国防総省となった。
戦争省は、大統領顧問団の一員である陸軍長官（Secretary of War）により指揮された。

## 省の紋章
戦争省の元の紋章の下側には "MDCCLXXVIII" と言う日付と、"War Office" の名称が記載されている。その日付（1778年）は、陸軍省が設立された年を表しており、"War Office" の語は、アメリカ独立戦争の時代からずっと使われてきたもので、「陸軍の司令部」の意味である。

### 描かれているもの
中央にローマの様式の胴鎧 (cuirass) が置かれ、上に向けられた抜き身の剣が立てられている。胴鎧の首の開口部分に柄頭が固定されている。フリジア帽が剣の先に固定されている。これらは、左側のエスポントン(ハーフパイクの一種。指揮杖を兼ね、主に下士官・士官が使用)と右側の銃剣付きのマスケット銃に挟まれており、胴鎧の後ろでＸ状に交差し、剣を固定している。胴鎧とエスポントンの左は、旗竿の頭に総のある飾り紐が付いた出処の分からない旗がある。この旗は胴鎧の後ろに砲口を斜め上に向けたカノン砲の砲身がある。旗の縁は上を覆うようにドラムの上に載っており、ドラムスティック2本がある。その下、カノン砲の砲身の正面にカノン砲の砲弾が3つある。胴鎧とマスケット銃の右には、旗竿の頭に総のある飾り紐が付いた独立戦争時代の国旗がある。同様に砲架上の迫撃砲が描かれ、内側の方向を向けることで、その下側部分を省略している。迫撃砲の下には2つの迫撃砲用の砲弾がある。中央部のフリジア帽の上にはガラガラヘビが "This We'll Defend"（これを我らは守る）と書かれた巻物を加えており、胴鎧の下にはローマ数字で "MDCCLXXVIII" (1778年)と書かれている。
現行のアメリカ合衆国陸軍省の紋章では、大陸13植民地軍の結成、もしくはその直前にレキシントン・コンコードの戦いをもって開戦したアメリカ独立戦争勃発の年である1775年が刻まれており、表記もローマ数字からアラビア数字（算用数字）に改められている。また左右の旗の位置が入れ替えられた。

### 描かれているものの意味
ローマ様式の胴鎧は力と防衛の象徴で、剣、エスポントン（短槍）、マスケット銃、銃剣、カノン砲、カノン砲の砲弾、迫撃砲、迫撃砲の砲弾はそれぞれアメリカ独立戦争当時の軍で使用する武器を表したものである。ドラムとドラムスティックは陸軍の目的とその意図が国家とその人民に奉仕すると言うことを人々に知らせるシンボルである。鞘から抜かれた剣の上のフリジア帽(図書館の帽子と呼ばれる)とその上の標語 "This We'll Defend" の巻物を加えたガラガラヘビは、「ガズデン旗」や海軍国籍旗「First Navy Jack」、また一部のアメリカの植民地の旗の上に描かれるシンボルで陸軍による合衆国を守るための一定の準備を示している。

### 現在の用途
この "War Office" の紋章は今日でも陸軍省の「公的な」記録や文章であることを示すために法的な証明が必要な場合に使用されている。この紋章を元にした上記の陸軍の紋章は公開される表示などに使用される。